# Furggengütsch
Furggengütsch är en bergstopp i Schweiz. Den ligger i distriktet Emmental och kantonen Bern, i den centrala delen av landet. Toppen på Furggengütsch är 2 188 meter över havet.
Terrängen runt Furggengütsch är bergig. Den högsta punkten i närheten är Schwarzhorn, 2 927 meter över havet, 17,4 km sydost om Furggengütsch.
I omgivningarna runt Furggengütsch förekommer kala bergstoppar och i lägre områden ängar.